# Kishk
Kishk, kashk o keshek (in persiano ﻛﺸﻚ‎, kashk; in arabo ﻛﺸﻚ‎?, kishk o keshek; azero: qurut; armeno: չորթան, chortan) è una preparazione vicino e medio-orientale a base di yogurt fermentato e di grano o grano saraceno, il tutto finemente macinato ed essiccato.

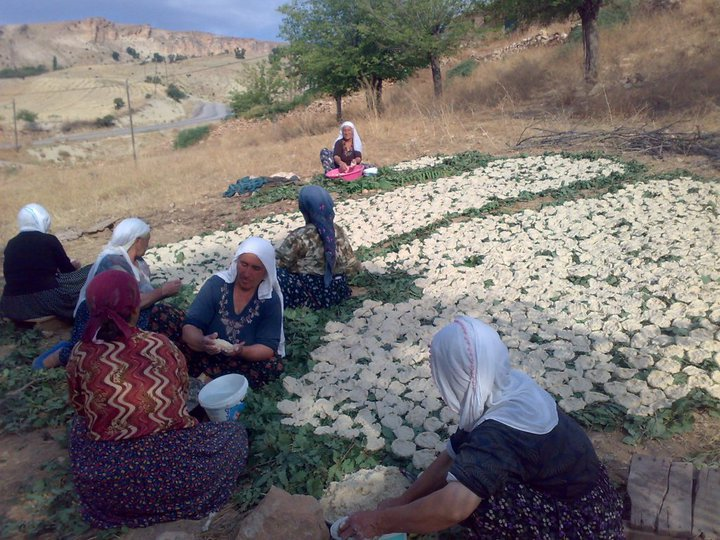

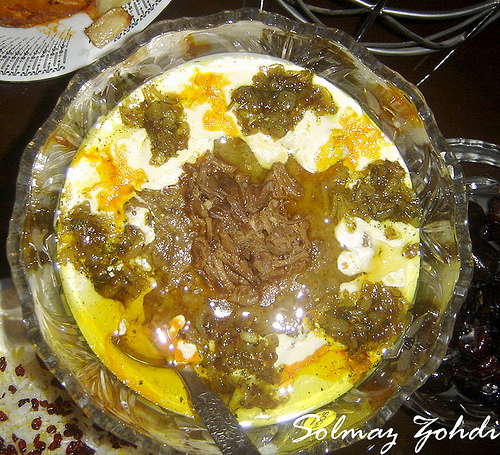

Di solito viene mescolato con pomodori, cipolle e olio d'oliva e costituisce una delle varianti delle manāqīsh.
Esistono anche zuppe di kashk, particolarmente popolari nelle regioni di Beqāʿ, nel nord-est del Libano e As-Suwayda a sud-est della Siria, principalmente nella comunità drusa, spesso accompagnate da ravanelli. Con il kishk (o kashk), in Iran, si cucina un celebre piatto a base di melanzane chiamato kashk e bademjun.